# Dermomurex goldsteini
Dermomurex goldsteini is een slakkensoort uit de familie van de Muricidae. De wetenschappelijke naam van de soort is voor het eerst geldig gepubliceerd in 1876 door Tenison Woods.